# Nati nel 1992/Agosto
| Questa pagina contiene informazioni ricavate automaticamente dalle voci biografiche con l'ausilio del template Bio e di un bot. L'aggiornamento è periodico e automatico e ricostruisce completamente la pagina. Se manca una persona in questa lista, sei pregato di non aggiungerla, ma accertati piuttosto che la sua voce biografica contenga il template Bio e che i dati anagrafici siano correttamente compilati. Se il template Bio manca, inseriscilo tu stesso o, in alternativa, metti l'avviso {{tmp\|Bio}} che ne segnala la mancanza. Se i dati riportati sono sbagliati, correggi direttamente la voce biografica; le modifiche saranno visibili in questa lista entro pochi giorni. Per chiarimenti vedi il progetto biografie. La lista contiene solo le 482 persone che sono citate nell'enciclopedia e per le quali è stato implementato correttamente il template Bio. Pagina aggiornata al 18 ago 2025. |

- 1º agosto - Trevor Cooney, ex cestista statunitense
- 1º agosto - Doroteja Erić, ex tennista serba
- 1º agosto - Diego Pituca, calciatore brasiliano
- 1º agosto - Majed Hassan, calciatore emiratino
- 1º agosto - Raihau Maiau, lunghista francese
- 1º agosto - Delvine Relin Meringor, maratoneta e mezzofondista keniana
- 1º agosto - Nicolae Milinceanu, calciatore moldavo
- 1º agosto - Ol'ga Mullina, astista russa
- 1º agosto - Neto Volpi, calciatore brasiliano
- 1º agosto - Kwame Nsor, ex calciatore ghanese
- 1º agosto - Austin Rivers, cestista statunitense
- 1º agosto - Ben Rosenfield, attore e musicista statunitense
- 1º agosto - Jordan Sibert, cestista statunitense
- 1º agosto - Davide Stirpe, pilota motociclistico italiano
- 1º agosto - Mrunal Thakur, attrice indiana
- 1º agosto - Arianna Tricomi, sciatrice alpina e sciatrice freestyle italiana
- 2 agosto - Charli XCX, cantautrice e compositrice britannica
- 2 agosto - Hallie Kate Eisenberg, attrice statunitense
- 2 agosto - Ray BLK, cantautrice britannica
- 2 agosto - Graham McIlvaine, pallavolista statunitense
- 2 agosto - Eddy Pascual, calciatore azero
- 2 agosto - Karel Pešek, pilota motociclistico ceco
- 2 agosto - Oussama Sahnoune, nuotatore algerino
- 2 agosto - Eriq Zavaleta, calciatore statunitense
- 3 agosto - Denis Abljazin, ginnasta russo
- 3 agosto - Oliver Buff, calciatore svizzero
- 3 agosto - Gamze Bulut, mezzofondista e siepista turca
- 3 agosto - Colin Coosemans, calciatore belga
- 3 agosto - Nick Kay, cestista australiano
- 3 agosto - Karlie Kloss, supermodella e blogger statunitense
- 3 agosto - Chrysovalantīs Kozorōnīs, calciatore greco
- 3 agosto - Gesa Felicitas Krause, siepista e mezzofondista tedesca
- 3 agosto - Diāna Marcinkēviča, tennista lettone
- 3 agosto - Abdullah Otayf, calciatore saudita
- 3 agosto - Alex Ozerov, attore russo
- 3 agosto - Lum Rexhepi, ex calciatore finlandese
- 3 agosto - Jannik Vestergaard, calciatore danese
- 4 agosto - Facundo Argüello, ex tennista argentino
- 4 agosto - Romain Arneodo, tennista francese
- 4 agosto - TeTori Dixon, pallavolista statunitense
- 4 agosto - Tiffany Evans, cantante e attrice statunitense
- 4 agosto - Néstor Adrián Fernández, calciatore paraguaiano
- 4 agosto - Daniele Garozzo, dirigente sportivo e ex schermidore italiano
- 4 agosto - Refiloe Jane, calciatrice sudafricana
- 4 agosto - Dominique Johnson, cestista tedesco
- 4 agosto - Frederik Rønnow, calciatore danese
- 4 agosto - Timur Safin, schermidore russo
- 4 agosto - Giorgio Sgobba, cestista italiano
- 4 agosto - Cole Sprouse, attore statunitense
- 4 agosto - Dylan e Cole Sprouse, attore statunitense
- 4 agosto - Dylan Sprouse, attore statunitense
- 4 agosto - Rolf Toft, calciatore danese
- 5 agosto - Kenny Athiu, calciatore sudsudanese
- 5 agosto - Amer Bekić, calciatore bosniaco
- 5 agosto - Jessica Blaszka, lottatrice olandese
- 5 agosto - Chen Ding, marciatore cinese
- 5 agosto - Giacomo Cicognani, ex cestista italiano
- 5 agosto - Linda Eshun, calciatrice ghanese
- 5 agosto - Alex Fontana, pilota automobilistico svizzero
- 5 agosto - Lucas Hernández Perdomo, calciatore uruguaiano
- 5 agosto - Laurent Jans, calciatore lussemburghese
- 5 agosto - Kevin Johnson, giocatore di football americano statunitense
- 5 agosto - Ben Kerfoot, attore britannico
- 5 agosto - Diego Kostner, hockeista su ghiaccio italiano
- 5 agosto - Mariana Lessa, attrice brasiliana
- 5 agosto - Jack McInerney, ex calciatore statunitense
- 5 agosto - Ol'ga Podčufarova, ex biatleta russa
- 5 agosto - Rim Kwang-hyok, calciatore nordcoreano
- 5 agosto - Arsenio Valpoort, calciatore olandese
- 5 agosto - Bogić Vujošević, cestista serbo
- 5 agosto - Corey Walden, cestista statunitense
- 5 agosto - Tray Walker, giocatore di football americano statunitense († 2016)
- 5 agosto - Emilio Zeballos, ex calciatore uruguaiano
- 6 agosto - Mehdi Abeid, calciatore algerino
- 6 agosto - Sami Aittokallio, hockeista su ghiaccio finlandese
- 6 agosto - Marzouq Al-Muwallad, cestista saudita
- 6 agosto - Jelani Alladin, attore statunitense
- 6 agosto - Yonathan Andía, calciatore cileno
- 6 agosto - John Antwi, calciatore ghanese
- 6 agosto - Alizée Baron, sciatrice freestyle francese
- 6 agosto - Jakub Brabec, calciatore ceco
- 6 agosto - Mathias Brugger, multiplista tedesco
- 6 agosto - Thanasīs Garavelīs, calciatore greco
- 6 agosto - Han Cong, pattinatore artistico su ghiaccio cinese
- 6 agosto - Nichole Lindow, pallavolista statunitense
- 6 agosto - Tara Moore, tennista britannica
- 6 agosto - Njiva Rakotoharimalala, calciatore malgascio
- 6 agosto - Alison Skayhan, ex pallavolista statunitense
- 6 agosto - Christian Sørensen, calciatore danese
- 6 agosto - Natsumi Tsunoda, judoka giapponese
- 6 agosto - Augusto César Moreira, calciatore brasiliano
- 6 agosto - Saori Ōnishi, doppiatrice giapponese
- 7 agosto - Adrien Backscheider, fondista francese
- 7 agosto - Dorian Dessoleil, calciatore belga
- 7 agosto - Yusuf Erdoğan, calciatore turco
- 7 agosto - Jang Ki-yong, attore e modello sudcoreano
- 7 agosto - Eva Mazzocchi, pallavolista italiana
- 7 agosto - Rosa Menga, politica italiana
- 7 agosto - Takumi Miyayoshi, calciatore giapponese
- 7 agosto - Masaaki Murakami, calciatore giapponese
- 7 agosto - Steve Pisani, calciatore maltese
- 7 agosto - Alessandro Preti, pallavolista italiano
- 7 agosto - Alex Schalk, calciatore olandese
- 7 agosto - Evgenij Tjukalov, calciatore russo
- 7 agosto - Wout Weghorst, calciatore olandese
- 7 agosto - Adam Yates, ciclista su strada britannico
- 7 agosto - Simon Yates, ciclista su strada e pistard britannico
- 8 agosto - Jean Luc Gbayara Assoubre, calciatore ivoriano
- 8 agosto - Mushaga Bakenga, ex calciatore norvegese
- 8 agosto - Houcine Benayada, calciatore algerino
- 8 agosto - Mërgim Brahimi, calciatore albanese
- 8 agosto - José Carlos Castillo, ex calciatore guatemalteco
- 8 agosto - Casey Cott, attore statunitense
- 8 agosto - Artur Davtjan, ginnasta armeno
- 8 agosto - Josip Drmić, calciatore svizzero
- 8 agosto - Henry David López Guerra, ex calciatore guatemalteco
- 8 agosto - Jeff Louis, calciatore haitiano
- 8 agosto - Kristine Minde, calciatrice norvegese
- 8 agosto - Kieffer Moore, calciatore inglese
- 8 agosto - Andrea Piardi, arbitro di rugby a 15 italiano
- 8 agosto - Maria Polverino, modella italiana
- 8 agosto - Darío Suárez, calciatore cubano
- 8 agosto - Zuvapit Traipornworakit, attrice thailandese
- 9 agosto - Davide Adorni, calciatore italiano
- 9 agosto - Sandra Aguilar, ginnasta spagnola
- 9 agosto - Sofiane Bendebka, calciatore algerino
- 9 agosto - Michael Boroš, ciclocrossista e ciclista su strada ceco
- 9 agosto - Andrei Ciolacu, calciatore rumeno
- 9 agosto - Mike Cobbins, cestista statunitense
- 9 agosto - Patrick Day, pugile statunitense († 2019)
- 9 agosto - Ðorđe Drenovac, cestista serbo
- 9 agosto - Burkely Duffield, attore canadese
- 9 agosto - Seantavius Jones, giocatore di football americano statunitense
- 9 agosto - Evgenij Kobzar', calciatore russo
- 9 agosto - Dario Koludrović, cestista svizzero († 2012)
- 9 agosto - Morte di Kris Kremers e Lisanne Froon, olandese († 2014)
- 9 agosto - Gabriela Matoušková, calciatrice ceca
- 9 agosto - Guillermo Luis Ortiz, calciatore argentino
- 9 agosto - Cătălin Petrișor, cestista rumeno
- 9 agosto - Alena Rojas, pallavolista cubana
- 9 agosto - Ben Wilson, calciatore inglese
- 9 agosto - Anthony Zettel, giocatore di football americano statunitense
- 9 agosto - Leonard Žuta, calciatore svedese
- 10 agosto - Damian Czykier, ostacolista polacco
- 10 agosto - Go Ah-sung, attrice sudcoreana
- 10 agosto - Oğuz Gürbulak, calciatore turco
- 10 agosto - Daryl Horgan, calciatore irlandese
- 10 agosto - Mugi Kadowaki, attrice giapponese
- 10 agosto - Blerim Kotobelli, calciatore albanese
- 10 agosto - Kevin Lasagna, calciatore italiano
- 10 agosto - Lee Jae-sung, calciatore sudcoreano
- 10 agosto - Keanu Marsh-Brown, calciatore guyanese
- 10 agosto - Augusto Max, calciatore argentino
- 10 agosto - Gabriel Montesi, attore italiano
- 10 agosto - Dayer Quintana, ciclista su strada colombiano
- 10 agosto - Jasin Redjalari, lottatore macedone
- 10 agosto - Oliver Rowland, pilota automobilistico britannico
- 10 agosto - Mirhüseyn Seyidov, ex calciatore azero
- 10 agosto - Chanel Simmonds, tennista sudafricana
- 10 agosto - Sun Yujie, schermitrice cinese
- 10 agosto - Ryn Weaver, cantante statunitense
- 11 agosto - Kieffer Christianson, ex sciatore alpino statunitense
- 11 agosto - Bryce Cotton, cestista statunitense
- 11 agosto - Heuss l'Enfoiré, rapper francese
- 11 agosto - Jean Efala, calciatore camerunese
- 11 agosto - Alen Hodžić, cestista sloveno
- 11 agosto - Tina Jakovina, cestista slovena
- 11 agosto - Bujar Lika, calciatore svizzero
- 11 agosto - Ryan Malone, calciatore statunitense
- 11 agosto - Jakub Mazan, ex giocatore di football americano polacco
- 11 agosto - Daniel McCullers, giocatore di football americano statunitense
- 11 agosto - Ángel Ojeda, calciatore peruviano
- 11 agosto - Jores Okore, ex calciatore ivoriano
- 11 agosto - Alba Fyre, wrestler britannica
- 11 agosto - Gilli Rólantsson, calciatore faroese
- 11 agosto - Wang Xin, tuffatrice cinese
- 12 agosto - Adrián Arregui, calciatore argentino
- 12 agosto - Romain Cardis, ciclista su strada francese
- 12 agosto - Cara Delevingne, modella e attrice britannica
- 12 agosto - Kevin Kraus, calciatore tedesco
- 12 agosto - Facundo Melivilo, calciatore argentino
- 12 agosto - Gonzalo Peillat, hockeista su prato argentino
- 12 agosto - Balša Radunović, pallavolista montenegrino
- 12 agosto - Alicja Tchórz, nuotatrice polacca
- 12 agosto - Arna Sif Ásgrímsdóttir, calciatrice islandese
- 13 agosto - Lois Abbingh, pallamanista olandese
- 13 agosto - Laïoung, rapper e produttore discografico italiano
- 13 agosto - Ricardo César Dantas da Silva, calciatore brasiliano
- 13 agosto - Jovan Đokić, calciatore serbo
- 13 agosto - Collins Faï, calciatore camerunese
- 13 agosto - Alasdair Fraser, cestista scozzese
- 13 agosto - Hygor Cléber, calciatore brasiliano
- 13 agosto - Katrina Gorry, calciatrice australiana
- 13 agosto - Christopher Hegarty, ex calciatore nordirlandese
- 13 agosto - Erika Henningsen, attrice e cantante statunitense
- 13 agosto - Damien Howson, ciclista su strada e pistard australiano
- 13 agosto - Gašper Kopitar, ex hockeista su ghiaccio sloveno
- 13 agosto - Bárbara López, attrice messicana
- 13 agosto - Lucas Moura, calciatore brasiliano
- 13 agosto - Sean Ryan, nuotatore statunitense
- 13 agosto - Spencer Stone, ex militare statunitense
- 13 agosto - Denis Terent'ev, calciatore russo
- 13 agosto - Okaro White, cestista statunitense
- 13 agosto - Yang Huizhen, velocista cinese
- 14 agosto - Josh Bell, giocatore di baseball statunitense
- 14 agosto - Mick van Buren, calciatore olandese
- 14 agosto - Federica Curiazzi, marciatrice italiana
- 14 agosto - Stefan Dražić, calciatore serbo
- 14 agosto - Liam Graham, ex calciatore neozelandese
- 14 agosto - John Klingberg, hockeista su ghiaccio svedese
- 14 agosto - Innocent Maela, calciatore sudafricano
- 14 agosto - Bruno Martella, calciatore italiano
- 14 agosto - Ovye Monday, calciatore nigeriano
- 14 agosto - Christian Oberbichler, pattinatore di velocità su ghiaccio svizzero
- 14 agosto - Johan Padilla, calciatore ecuadoriano
- 14 agosto - Nzingha Prescod, schermitrice statunitense
- 14 agosto - Juan Rivas, calciatore argentino
- 14 agosto - Barış Yardımcı, calciatore turco
- 15 agosto - Baskaran Adhiban, scacchista indiano
- 15 agosto - Carl Bradford, ex giocatore di football americano statunitense
- 15 agosto - Kosmas Gkezos, calciatore greco
- 15 agosto - Alex Herrera, cestista statunitense
- 15 agosto - Matt Judon, giocatore di football americano statunitense
- 15 agosto - Jordan Kerby, pistard e ciclista su strada australiano
- 15 agosto - Laura Luís, calciatrice portoghese
- 15 agosto - Arajik Marutjan, pugile armeno
- 15 agosto - Salvatore Monaco, calciatore italiano
- 15 agosto - Allen Nono, calciatore gabonese
- 15 agosto - Nicholas Wadada, calciatore ugandese
- 15 agosto - Yao Di, pallavolista cinese
- 16 agosto - Ventura Alvarado, calciatore statunitense
- 16 agosto - Quentin Fillon Maillet, biatleta francese
- 16 agosto - Rokas Giedraitis, cestista lituano
- 16 agosto - Adi Gotlieb, ex calciatore israeliano
- 16 agosto - Stefanie van der Gragt, ex calciatrice olandese
- 16 agosto - He Min, tuffatore cinese
- 16 agosto - Nicolás Kicker, tennista argentino
- 16 agosto - Thomas Krol, pattinatore di velocità su ghiaccio olandese
- 16 agosto - Théo Léon, cestista francese
- 16 agosto - Piotr Lisek, astista polacco
- 16 agosto - Ronaldo Mendes, calciatore brasiliano
- 16 agosto - Pierre Pelos, cestista francese
- 16 agosto - Maxime Poundjé, calciatore francese
- 16 agosto - Enzo Roco, calciatore cileno
- 16 agosto - Sebastián Javier Rodríguez, calciatore uruguaiano
- 16 agosto - Diego Schwartzman, ex tennista argentino
- 16 agosto - Mehdi Sharifi, calciatore iraniano
- 16 agosto - Nur Tatar, taekwondoka turca
- 16 agosto - Denis Thomalla, calciatore tedesco
- 16 agosto - Fabián Viáfara, calciatore colombiano
- 17 agosto - Remy Abell, cestista statunitense
- 17 agosto - Jeanine Assani Issouf, triplista francese
- 17 agosto - Diogo Barbosa, calciatore brasiliano
- 17 agosto - Nora Gjakova, judoka kosovara
- 17 agosto - Nozimakhon Kayumova, atleta paralimpica uzbeka
- 17 agosto - Denis Kudla, ex tennista statunitense
- 17 agosto - Cleberson Martins de Souza, calciatore brasiliano
- 17 agosto - Rusheen McDonald, velocista giamaicano
- 17 agosto - Lorenzo Melgarejo, calciatore paraguaiano
- 17 agosto - Paige, wrestler britannica
- 17 agosto - Suzane Pires, calciatrice portoghese
- 17 agosto - Soony Saad, calciatore libanese
- 17 agosto - Edgar Salli, ex calciatore camerunese
- 17 agosto - Nikola Stojiljković, calciatore serbo
- 17 agosto - Maru Teferi, maratoneta e mezzofondista israeliano
- 17 agosto - Tom Vandenberghe, calciatore belga
- 17 agosto - Brock Vereen, giocatore di football americano statunitense
- 17 agosto - Aleksandr Zaychikov, sollevatore kazako
- 17 agosto - Alex Zingerle, ex sciatore alpino italiano
- 18 agosto - Néstor Albiach, calciatore spagnolo
- 18 agosto - Elizabeth Beisel, ex nuotatrice statunitense
- 18 agosto - Bogdan Bogdanović, cestista serbo
- 18 agosto - Josh Cohen, calciatore statunitense
- 18 agosto - Igor Coronado, calciatore brasiliano
- 18 agosto - Richard Lašík, calciatore slovacco
- 18 agosto - Giulia Montalti, calciatrice italiana
- 18 agosto - Chris N'Goyos, ex calciatore francese
- 18 agosto - Riko Narumi, attrice e modella giapponese
- 18 agosto - Quah Ting Wen, nuotatrice singaporiana
- 18 agosto - Mawaan Rizwan, attore, comico e sceneggiatore pakistano
- 18 agosto - Christian Whitehead, informatico e programmatore australiano
- 18 agosto - Daria Zawiałow, cantante polacca
- 19 agosto - Nikita Baranov, calciatore estone
- 19 agosto - Oumar Camara, calciatore francese
- 19 agosto - Matías Catalán, calciatore argentino
- 19 agosto - Sarah Davies, sollevatrice britannica
- 19 agosto - Daniel Dziwniel, calciatore tedesco
- 19 agosto - Borja Díaz, giocatore di calcio a 5 spagnolo
- 19 agosto - Teitur Gestsson, calciatore faroese
- 19 agosto - Graham Glasgow, giocatore di football americano statunitense
- 19 agosto - Mohammad Hossein Mohammadian, lottatore iraniano
- 19 agosto - Estelle Mossely, pugile francese
- 19 agosto - Chaniel Nelson, pallavolista statunitense
- 19 agosto - Julien Trarieux, ciclista su strada e mountain biker francese
- 19 agosto - Vektroid, musicista statunitense
- 19 agosto - Feid, cantautore colombiano
- 19 agosto - Ramik Wilson, giocatore di football americano statunitense
- 19 agosto - Michal Škvarka, calciatore slovacco
- 20 agosto - Jaouad Achab, taekwondoka belga
- 20 agosto - Ezzatollah Akbari, lottatore iraniano
- 20 agosto - Neslihan Atagül, attrice turca
- 20 agosto - Neiron Ball, giocatore di football americano statunitense († 2019)
- 20 agosto - Mauro Cerqueira, calciatore portoghese
- 20 agosto - Matej Delač, calciatore bosniaco
- 20 agosto - Dylan Donahue, giocatore di football americano statunitense
- 20 agosto - Mariano González, attore argentino
- 20 agosto - Dagnis Iļjins, canoista lettone
- 20 agosto - Jessica Kuster, cestista statunitense
- 20 agosto - Demi Lovato, cantautrice e attrice statunitense
- 20 agosto - Alex Newell, attore e cantante statunitense
- 20 agosto - Christian Ortiz, calciatore argentino
- 20 agosto - Andrei Peteleu, calciatore rumeno
- 20 agosto - Deniss Rakeļs, calciatore lettone
- 20 agosto - Mai Shiraishi, attrice, modella e cantante giapponese
- 20 agosto - Callum Skinner, ex pistard britannico
- 20 agosto - Pieter-Steph du Toit, rugbista a 15 sudafricano
- 20 agosto - Jaroslav Zelený, calciatore ceco
- 21 agosto - Ali Salim Al-Nahar, calciatore omanita
- 21 agosto - Elvis Bratanovič, calciatore sloveno
- 21 agosto - Ramiro Costa, calciatore argentino
- 21 agosto - Bryce Dejean-Jones, cestista statunitense († 2016)
- 21 agosto - Gagame Feni, calciatore salomonese
- 21 agosto - Juan Cruz Guillemaín, rugbista a 15 argentino
- 21 agosto - Brad Kavanagh, attore, cantante e musicista britannico
- 21 agosto - Maria Magatti, rugbista a 15 italiana
- 21 agosto - RJ Mitte, attore statunitense
- 21 agosto - Johan Mojica, calciatore colombiano
- 21 agosto - Phumlile Ndzinisa, velocista swati
- 21 agosto - Alan Oliveira, atleta paralimpico brasiliano
- 21 agosto - Jay Prosch, giocatore di football americano statunitense
- 21 agosto - Panagiōtīs Spyropoulos, calciatore greco
- 21 agosto - Haris Vučkić, calciatore sloveno
- 21 agosto - Felipe Nasr, pilota automobilistico brasiliano
- 21 agosto - Mari Krajmbreri, cantante ucraina
- 22 agosto - Jamal Bajandouh, calciatore saudita
- 22 agosto - Lazar Ćirković, calciatore serbo
- 22 agosto - Vladimír Coufal, calciatore ceco
- 22 agosto - Marc Fenelus, calciatore britannico
- 22 agosto - Christophe Hérelle, calciatore francese
- 22 agosto - Ryūichi Kihara, pattinatore giapponese
- 22 agosto - James Lawrence, calciatore inglese
- 22 agosto - Taylor Milton, pallavolista statunitense
- 22 agosto - Patrick Onwuasor, giocatore di football americano statunitense
- 22 agosto - Cheyenne Parker, cestista statunitense
- 22 agosto - Keith Powers, attore e modello statunitense
- 22 agosto - Shō Sakai, tuffatore giapponese
- 22 agosto - Ari Stidham, attore, cantante e compositore statunitense
- 22 agosto - Ernestas Veliulis, calciatore lituano
- 22 agosto - Prince Williams, cestista statunitense
- 22 agosto - Alekej Zubrickij, cosmonauta russo
- 22 agosto - Amal al-Roumi, mezzofondista kuwaitiana
- 23 agosto - Nicola Docherty, calciatrice britannica
- 23 agosto - Cameron Erving, giocatore di football americano statunitense
- 23 agosto - Sjarhej Hljabko, calciatore bielorusso
- 23 agosto - Mads Hvilsom, ex calciatore danese
- 23 agosto - Mamuka Kobakhidze, calciatore georgiano
- 23 agosto - Mërgim Krasniqi, calciatore svedese
- 23 agosto - Henri Junior Ndong, calciatore gabonese
- 23 agosto - Lennard Sowah, calciatore tedesco
- 23 agosto - Andrea Traini, cestista italiano
- 24 agosto - Felismina Cavela, mezzofondista angolana
- 24 agosto - Ul'jana Donskova, ginnasta russa
- 24 agosto - Matthew Glaetzer, pistard australiano
- 24 agosto - Riccardo Goi, pallavolista italiano
- 24 agosto - Varazdat Haroyan, calciatore armeno
- 24 agosto - Kristine Gjelsten Haugen, ex sciatrice alpina norvegese
- 24 agosto - Jemerson, calciatore brasiliano
- 24 agosto - Erica Magnaldi, ciclista su strada e ex fondista italiana
- 24 agosto - Pedro Ramírez Paredes, calciatore venezuelano
- 24 agosto - Johnny Rapid, attore pornografico statunitense
- 24 agosto - Josh Robinson, giocatore di football americano statunitense
- 24 agosto - Augusto Schuster, attore e cantante cileno
- 24 agosto - Rory Sutherland, rugbista a 15 britannico
- 24 agosto - Eliana Tidhar, attrice e cantante israeliana
- 24 agosto - Hans Vanaken, calciatore belga
- 24 agosto - Faris Ramli, calciatore singaporiano
- 25 agosto - Alex Alves Cardoso, calciatore brasiliano
- 25 agosto - Carlo Canna, rugbista a 15 italiano
- 25 agosto - Kaytranada, disc jockey e produttore discografico canadese
- 25 agosto - Christian Doidge, calciatore gallese
- 25 agosto - Ousmane Dramé, ex calciatore francese
- 25 agosto - Borja Bastón, calciatore spagnolo
- 25 agosto - Stephanie Holthus, pallavolista statunitense
- 25 agosto - Jonathan Francisco Lemos, calciatore brasiliano
- 25 agosto - Abaz Karakaçi, calciatore albanese
- 25 agosto - Joe Lolley, calciatore inglese
- 25 agosto - Angelica Mandy, attrice britannica
- 25 agosto - Matteo Martini, cestista italiano
- 25 agosto - Shanece McKinney, cestista statunitense
- 25 agosto - Miyabi Natsuyaki, cantante giapponese
- 25 agosto - Arturo Ortiz, calciatore messicano
- 25 agosto - Nestor Pennacchio, pallamanista argentino
- 25 agosto - Costinha, calciatore portoghese
- 25 agosto - Marlon Prezotti, calciatore brasiliano
- 25 agosto - Ivy Quainoo, cantante tedesca
- 25 agosto - Kylie Rae, wrestler statunitense
- 25 agosto - Ricardo Rodríguez, calciatore svizzero
- 25 agosto - Franck Semou, calciatore danese
- 25 agosto - Paulius Sorokas, cestista lituano
- 25 agosto - Mike Teunissen, ciclista su strada e ciclocrossista olandese
- 25 agosto - Ken Tribbett, ex calciatore statunitense
- 25 agosto - Emily Warren, cantautrice statunitense
- 26 agosto - Léo Baptistão, calciatore brasiliano
- 26 agosto - Bence Béres, pattinatore di short track ungherese
- 26 agosto - Hayley Hasselhoff, modella e attrice statunitense
- 26 agosto - Sarah Klang, cantante svedese
- 26 agosto - Roy Kortsmit, calciatore olandese
- 26 agosto - Tomáš Koubek, calciatore ceco
- 26 agosto - Coryn Labecki, ex ciclista su strada statunitense
- 26 agosto - Yang Yilin, ginnasta cinese
- 27 agosto - Sarah Attar, maratoneta e mezzofondista saudita
- 27 agosto - Devin Brooks, cestista statunitense
- 27 agosto - Damian Dąbrowski, calciatore polacco
- 27 agosto - Jacob Gagne, pilota motociclistico statunitense
- 27 agosto - Greg Galeotti, ex sciatore alpino francese
- 27 agosto - Ayame Gōriki, attrice, modella e cantante giapponese
- 27 agosto - A.J. Hammons, ex cestista statunitense
- 27 agosto - Nemanja Ilić, calciatore serbo
- 27 agosto - Blake Jenner, attore e cantante statunitense
- 27 agosto - Carissa Moore, surfista statunitense
- 27 agosto - Stefan Lainer, calciatore austriaco
- 27 agosto - Sivakorn Lertchuchot, attore televisivo thailandese
- 27 agosto - Stephen Morris, giocatore di football americano statunitense
- 27 agosto - Kim Petras, cantautrice tedesca
- 27 agosto - Durval Queiroz Neto, ex giocatore di football americano brasiliano
- 27 agosto - Daniel Ståhl, discobolo svedese
- 28 agosto - Dzimitryj Alisejka, calciatore bielorusso
- 28 agosto - Ahmad Amsyar Azman, tuffatore malese
- 28 agosto - Bismack Biyombo, cestista della Repubblica Democratica del Congo
- 28 agosto - Rossa Caputo, doppiatrice, direttrice del doppiaggio e dialoghista italiana
- 28 agosto - Federico Castro, calciatore argentino
- 28 agosto - Ismaël Diomandé, calciatore ivoriano
- 28 agosto - Cédric Djeugoué, calciatore camerunese
- 28 agosto - Gabriela Drăgoi, ginnasta romena
- 28 agosto - Albert Ejupi, calciatore svedese
- 28 agosto - Hanna Hus'kova, sciatrice freestyle bielorussa
- 28 agosto - Hwang Ui-jo, calciatore sudcoreano
- 28 agosto - Rowan Liburd, calciatore nevisiano
- 28 agosto - Fernando Lisboa Lopes, ex calciatore brasiliano
- 28 agosto - Khaled Ebrahim, calciatore kuwaitiano
- 28 agosto - Lawrence Naesen, ciclista su strada belga
- 28 agosto - Anita Stenberg, pistard norvegese
- 28 agosto - Breeana Walker, bobbista, ex velocista e ex ostacolista australiana
- 28 agosto - Andre Williams, giocatore di football americano statunitense
- 29 agosto - Da Uzi, rapper francese
- 29 agosto - Max Hauke, fondista austriaco
- 29 agosto - Akeem King, giocatore di football americano statunitense
- 29 agosto - Oliver Minatel, ex calciatore brasiliano
- 29 agosto - Kenny Otigba, calciatore nigeriano
- 29 agosto - Alberto Paleari, calciatore italiano
- 29 agosto - Logi Pedro, rapper e produttore discografico islandese
- 29 agosto - Damarious Randall, ex giocatore di football americano statunitense
- 29 agosto - Annu Rani, giavellottista indiana
- 29 agosto - Elena Rivera, attrice spagnola
- 29 agosto - Noah Syndergaard, giocatore di baseball statunitense
- 29 agosto - Dan Trist, cestista australiano
- 29 agosto - Yago Fernando da Silva, ex calciatore brasiliano
- 30 agosto - Olivia Bouffard-Nesbitt, fondista canadese
- 30 agosto - Deone Bucannon, giocatore di football americano statunitense
- 30 agosto - Jessica Henwick, attrice britannica
- 30 agosto - Kamal Issah, calciatore ghanese
- 30 agosto - Lukas Kübler, calciatore tedesco
- 30 agosto - Argjend Mustafa, calciatore kosovaro
- 30 agosto - Artёm Popov, calciatore russo
- 30 agosto - Matías Presentado, calciatore argentino
- 30 agosto - Lorenzo Saccaggi, cestista italiano
- 30 agosto - Tchê Tchê, calciatore brasiliano
- 31 agosto - Jahii Carson, cestista statunitense
- 31 agosto - Nermin Crnkić, calciatore bosniaco († 2023)
- 31 agosto - Holly Earl, attrice britannica
- 31 agosto - Išxan Geloyan, calciatore armeno
- 31 agosto - Christian Kirksey, ex giocatore di football americano statunitense
- 31 agosto - Kim Magnusson, ex ciclista su strada svedese
- 31 agosto - Maryja Mamašuk, lottatrice bielorussa
- 31 agosto - Nick O'Leary, giocatore di football americano statunitense
- 31 agosto - Jabari Price, giocatore di football americano statunitense
- 31 agosto - Haibrany Ruiz Díaz, calciatore uruguaiano
- 31 agosto - Saïdou Simporé, calciatore burkinabé
- 31 agosto - Nicolás Tagliafico, calciatore argentino
- 31 agosto - Giliano Wijnaldum, ex calciatore olandese
- 31 agosto - Daryl Williams, giocatore di football americano statunitense
- 31 agosto - Mišel Žerak, ex sciatore alpino sloveno